# 아비라 (기업)
아비라(Avira)는 독일의 바이러스 검사 소프트웨어 기업이다. antivir 라는 백신프로그램을 개발했으며 무료버전, 프로버전, 인터넷 시큐리티 제품이있다. 여러 공신력있는 테스트에서 상위권을 유지중이다.
Avira 2015 Update 10 Build 15.0.10.378 버전부터는 한글판을 제공하지 않는다.

## 제품

### 윈도우
- Avira Free Antivirus
- Avira Antivirus Pro
- Avira System Speedup
- Avira Internet Security Suite
- Avira Ultimate Protection Suite
- Avira Rescue System

### OS X
- Avira Free Mac Security for Mac

### 안드로이드, iOS
- Avira Antivirus Security for Android
- Avira Antivirus Security Pro for Android

### 솔루션
- Avira Prime

### 개발이 중단된 플랫폼
아비라는 유닉스와 리눅스용 소프트웨어를 과거에 제공한 적이 있으나 2013년에 개발을 중단하였다. 그러나 업데이트는 2016년 6월까지 공급되었다.

## 같이 보기
- 바이러스 검사 소프트웨어 목록